# Żleb pod Pyszną

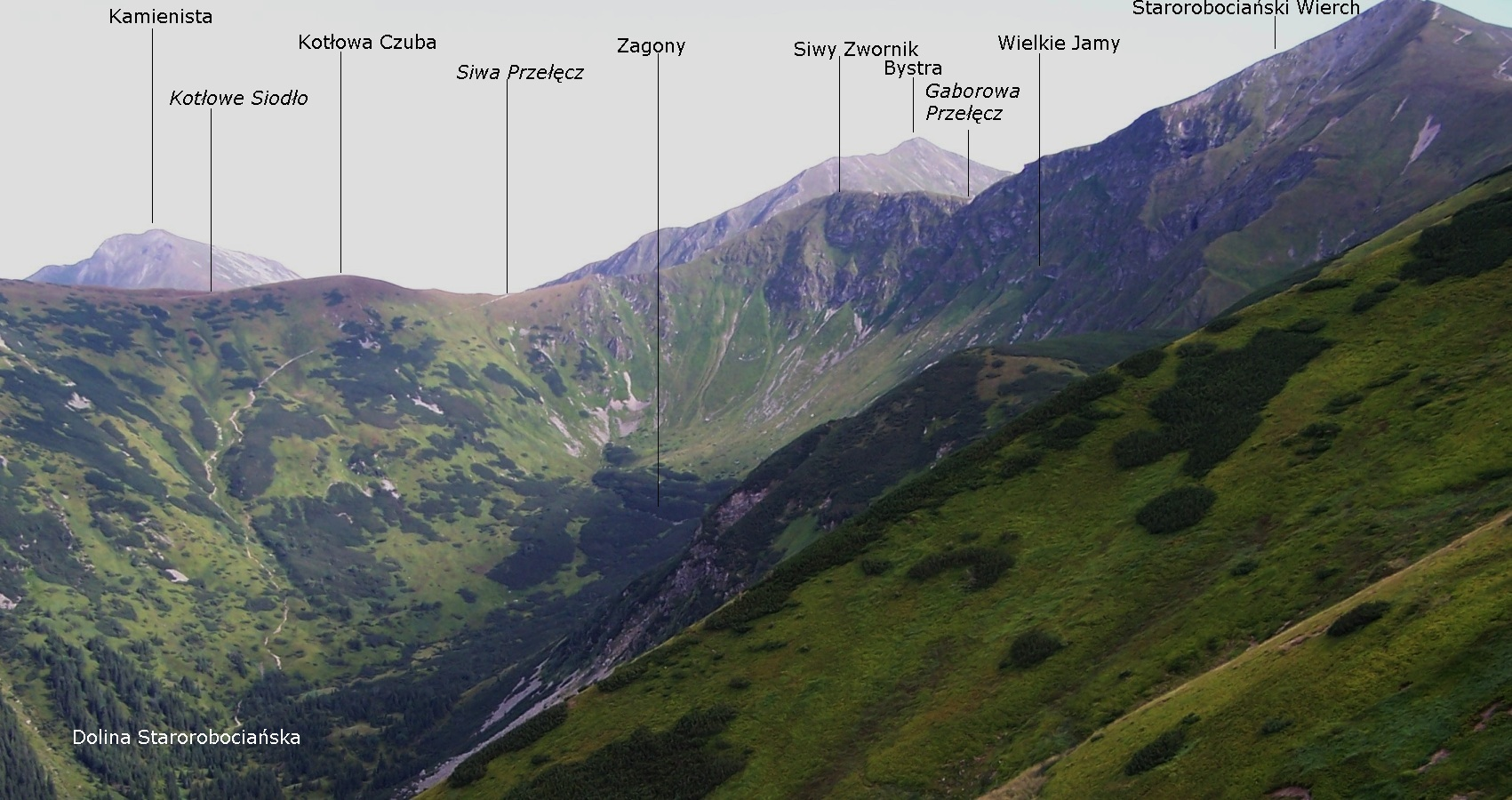
Żleb pod Pyszną widoczny poniżej Kotłowego Siodła

Żleb pod Pyszną – żleb na zachodnich stokach masywu Ornaku w Tatrach Zachodnich. Jest to niewielki żleb. Zaczyna się w połowie wysokości stoków Kotłowego Siodła i opada do górnej części Doliny Starorobociańskiej. Spływa nim źródłowy ciek Starorobociańskiego Potoku wypływający ze źródełka położonego nieco poniżej czarnego szlaku turystycznego. Szlak ten na pewnej długości prowadzi wzdłuż Żlebu pod Pyszną.
Żleb jest trawiasty. Dawniej jego okolice były terenem wypasowym Hali Stara Robota. Pozostałością pasterskiej przeszłości tych okolic są zachowane na mapach pasterskie nazwy upłazów i innych pasterskich miejsc w okolicach żlebu: Upłaz pod Pyszną, Zadnia Wolarnia i Skośna Wolarnia.